# Kanton Vihiers
Kanton Vihiers (fr. Canton de Vihiers) je francouzský kanton v departementu Maine-et-Loire v regionu Pays de la Loire. Tvoří ho 17 obcí.

## Obce kantonu
- Aubigné-sur-Layon
- Cernusson
- Les Cerqueux-sous-Passavant
- Cléré-sur-Layon
- Coron
- La Fosse-de-Tigné
- Montilliers
- Nueil-sur-Layon
- Passavant-sur-Layon
- La Plaine
- Saint-Paul-du-Bois
- La Salle-de-Vihiers
- Somloire
- Tancoigné
- Tigné
- Trémont
- Vihiers